# Membranoppia tuxeni
Membranoppia tuxeni är en kvalsterart som beskrevs av Hammer 1968. Membranoppia tuxeni ingår i släktet Membranoppia och familjen Oppiidae. Inga underarter finns listade i Catalogue of Life.